# Willem V xứ Oranje
Willem V (tiếng Hà Lan: Willem Batavus; 8 tháng 3 năm 1748 – 9 tháng 4 năm 1806) là Thân vương xứ Oranje và là Stadtholder cuối cùng của Cộng hòa Hà Lan. Khi người Pháp xâm lược Holland vào năm 1795, Willem V bị buộc phải lưu vong và ông đã không bao giờ có cơ hội quay lại vùng đất này thêm một lần nào nữa cho đến khi qua đời. Ngoài ra, ông còn là người cai trị Thân vương quốc Orange-Nassau cho đến khi qua đời vào năm 1806.
Con trai ông, Thân vương tử Willem đã thừa kế tước vị thân vương xứ Orange-Nassau sau khi ông qua đời và đến năm 1815, trở thành vua đầu tiên của Vương quốc Hà Lan, con cháu của ông vẫn cai trị Hà Lan đến tận ngày nay.

## Cuộc sống đầu đời
Willem Batavus sinh ra ở The Hague vào ngày 8 tháng 3 năm 1748, là con trai duy nhất của Willem IV, người mà một năm trước đó đã được phục hồi làm stadtholder của các Tỉnh Thống nhất. Năm 1751, cha của ông qua đời khi ông chỉ mới 3 tuổi, và hội đồng nhiếp chính được thành lập để hỗ trợ vị thân vương nhỏ tuổi cai trị. Các nhiếp chính của ông gồm có:
- Anne, Vương nữ Vương thất và Vương phi xứ Oranje, mẹ của ông, từ năm 1751 đến khi bà qua đời năm 1759;
- Marie Louise xứ Hessen-Kassel, bà nội của ông, từ năm 1759 đến khi bà qua đời năm 1765;
- Công tước Louis Ernest xứ Brunswick-Lüneburg, từ năm 1759 đến năm 1766, và giữ chức vụ cố vấn cơ mật, theo Đạo luật Acte van Consulentschap, cho đến tháng 10 năm 1784;
- Thân vương nữ Carolina, chị gái của ông (lúc đó đã trưởng thành ở tuổi 22, trong khi ông vẫn còn là trẻ vị thành niên ở tuổi 17), từ năm 1765 đến khi Willem đủ tuổi trị vì vào năm 1766.

Willem được phong làm Hiệp sĩ thứ 568 của Dòng Garter vào năm 1752.

## Stadtholder
Willem V đảm nhận vị trí stadtholder và Đại tướng của Quân đội Nhà nước Hà Lan vào năm 1766. Tuy nhiên, ông cho phép Công tước xứ Brunswick duy trì ảnh hưởng lớn đối với chính phủ thông qua Acte van Consulentschap (Đạo luật tham vấn). Vào ngày 4 tháng 10 năm 1767 tại Berlin, Thân vương Willem kết hôn với Vương nữ Wilhelmina của Phổ, con gái của Vua August Wilhelm của Phổ, cháu gái của Friedrich Đại đế và là em họ của George III của Anh. (Bản thân ông là anh họ đời đầu của George III).:55–58  Ông trở thành một nhà sưu tầm nghệ thuật và vào năm 1774, Galerij Prins Willem V của ông đã được mở cửa cho công chúng.

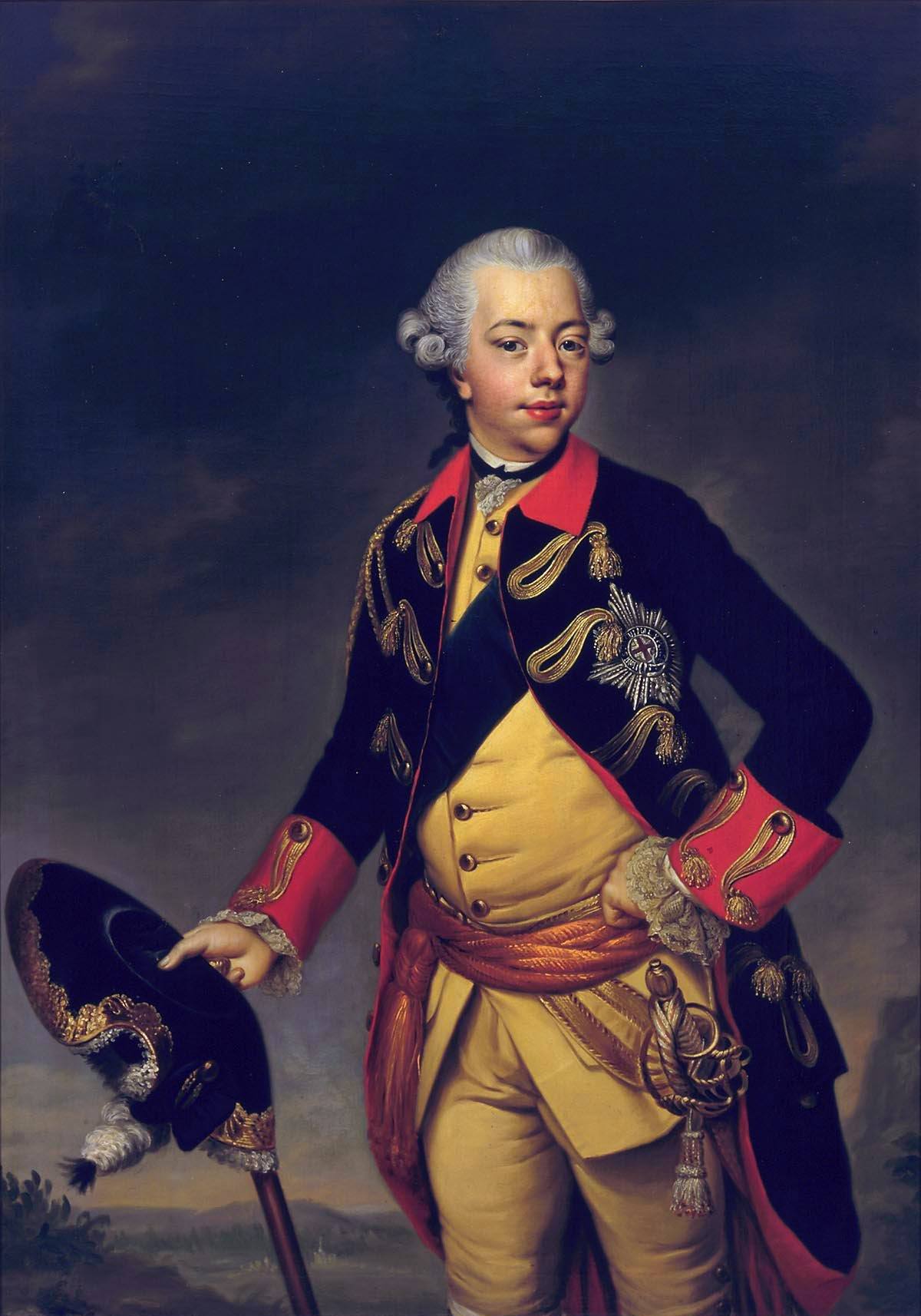
Chân dung của Johann Georg Ziesenis (1768–1769)

Lập trường của người Hà Lan trong Chiến tranh Cách mạng Mỹ là trung lập. Willem V, lãnh đạo phe thân Anh trong chính phủ, đã ngăn chặn những nỗ lực của các phần tử thân Mỹ và sau đó là thân Pháp nhằm lôi kéo chính phủ tham chiến ủng hộ liên minh Pháp-Mỹ. Tuy nhiên, mọi thứ trở nên căng thẳng khi người Hà Lan cố gắng gia nhập Liên đoàn vũ trang trung lập do Nga lãnh đạo, dẫn đến sự bùng nổ của Chiến tranh Anh-Hà Lan lần thứ tư vào năm 1780. Bất chấp thực tế là Anh đã phân tán lực lượng tham gia chiến đấu trên nhiều mặt trận, nhưng cuộc chiến vẫn trở nên tồi tệ đối với người Hà Lan do có sự chuẩn bị kém, dẫn đến việc mất Sint Eustatius và Nagapattinam.:58–63  Những vụ bê bối như Vụ Brest đã làm suy yếu niềm tin vào hải quân Hà Lan. Chế độ stadtholder và Công tước xứ Brunswick bị nghi ngờ là phản quốc trong vụ mất các pháo đài Barrier.:56 Sự suy giảm uy tín của chế độ đã khiến tâm trí chín muồi để kích động cải cách chính trị, như cuốn sách nhỏ Aan het Volk van Nederland, xuất bản năm 1781 bởi Joan van der Capellen tot den Pol.:64–68
Sau khi Hiệp định Paris (1783) được ký kết, tình trạng bất ổn ngày càng tăng ở các Tỉnh Thống nhất dưới sự cai trị của Willem. Một liên minh gồm các quan nhiếp chính cũ của Đảng Quốc gia Hà Lan và các nhà dân chủ, được gọi là Những người yêu nước, đang ngày càng thách thức quyền lực của ông. Giữa tháng 9 năm 1785 Willem rời La Hay và dời triều đình đến Cung điện Het Loo ở Gelderland, một tỉnh xa trung tâm chính trị.:104–105 Vào tháng 9 năm 1786, ông cử quân đội các nhà nước đến Hattem và Elburg để lật đổ các thành phố yêu nước vroedschap, bất chấp sự bảo vệ của Quân đoàn Tự do Yêu nước, do Herman Willem Daendels tổ chức. Điều này đã khiến các Nhà nước Hà Lan do người yêu nước thống trị tước bỏ chức vụ Đại tướng quân đội của ông.:107–109 (Chức vụ của ông được giao cho Rhinegrave Salm.) Vào tháng 6 năm 1787, người vợ đầy nghị lực của ông là Wilhelmina đã cố gắng đi đến La Hay để kích động những người theo chủ nghĩa Oranje nổi lên ở thành phố đó. Bên ngoài Schoonhoven, cô bị Quân đoàn Tự do Gouda chặn lại, đưa đến một trang trại gần Goejanverwellesluis và sau một thời gian giam giữ ngắn, cô phải trở về Nijmegen.:127
Đối với Wilhelmina và anh trai cô, Friedrich Wilhelm II của Phổ, đây vừa là một sự xúc phạm vừa là một cái cớ để can thiệp quân sự. Friedrich phát động cuộc xâm lược Holland của Phổ vào tháng 9 năm 1787 để trấn áp những người Yêu nước.:128–132  Nhiều người Yêu nước chạy trốn đến miền Bắc nước Pháp, xung quanh Saint-Omer, trong một khu vực nói tiếng Hà Lan. Cho đến khi ông bị lật đổ, họ được vua Louis XVI của Pháp ủng hộ.:132–135

## Lưu vong ở Anh và Ireland
Willem V gia nhập Liên minh thứ nhất chống lại Đệ Nhất Cộng hòa Pháp vào năm 1793 khi Cách mạng Pháp bùng nổ. Quân đội của ông đã chiến đấu trong Chiến dịch Flanders, nhưng vào năm 1794, tình hình quân sự trở nên xấu đi và Cộng hòa Hà Lan bị đe dọa bởi các đội quân xâm lược. Năm 1795 là một năm tai hại đối với chế độ cũ của Hà Lan. Được quân đội Pháp hỗ trợ, những người cách mạng trở về từ Paris để chiến đấu ở Hà Lan, và vào năm 1795, Willem V phải sống lưu vong ở Anh. Vài ngày sau, Cách mạng Batavia xảy ra và Cộng hòa Hà Lan được thay thế bằng Cộng hòa Batavia.:190–192 :1121
Ngay sau khi đến Anh, Thân vương xứ Oranje đã viết một số bức thư (được gọi là Thư Kew) từ nơi ở mới của ông ở Kew cho các thống đốc của các thuộc địa của Hà Lan, hướng dẫn họ bàn giao thuộc địa của họ cho người Anh miễn là Pháp tiếp tục chiếm "mẫu quốc". Chỉ một số ít tuân theo, trong khi những người từ chối làm như vậy trở nên bối rối và mất tinh thần. Hầu như tất cả các thuộc địa của Hà Lan cuối cùng đã bị người Anh chiếm giữ, cuối cùng người Anh đã trả lại phần lớn, nhưng không phải tất cả (Nam Phi và Ceylon), đầu tiên là thông qua Hiệp ước Amiens và sau đó là thông qua Công ước Luân Đôn được ký năm 1814.:1127
Năm 1799, Thân vương tử Willem đã tham gia tích cực vào cuộc xâm chiếm Holland của Anh-Nga, lập kế hoạch bắt giữ một đội hải quân Batavia trong Sự cố Vlieter. Việc đầu hàng các con tàu (đã được Cộng hòa Batavia trả tiền) được chính thức chấp nhận dưới danh nghĩa Willem V với tư cách là chủ sở hữu, người sau này được phép bán chúng cho Hải quân Hoàng gia Anh (với một số tiền đáng kể). Nhưng đó là thành công duy nhất của ông, vì quân đội và dân thường mắc bệnh dịch tả vào thời điểm đó không muốn tái lập chế độ cũ. Theo Simon Schama, giọng điệu kiêu ngạo trong tuyên bố của ông, yêu cầu khôi phục lại chế độ thống trị, có thể không hữu ích, theo Simon Schama.:393–394
Sau Hiệp ước Amiens năm 1802, trong đó Vương quốc Anh công nhận Cộng hòa Batavia, một Công ước Pháp-Phổ bổ sung ngày 23 tháng 5 năm 1802 tuyên bố rằng Nhà Orange sẽ được nhượng lại vĩnh viễn các lãnh thổ của Dortmund, Tu viện Weingarten, Fulda và Tu viện vương quyền Corvey, xem như là bồi thường cho những quyền lợi đã mất ở Hà Lan, nơi này trở thành Thân vương quốc Nassau-Orange-Fulda. Theo quan điểm của Napoléon, việc nhượng lại này có điều kiện là phải chấm dứt chế độ stadtholder và các chức vụ cha truyền con nối khác của Thân vương xứ Oranje. Tuy nhiên, Willem V không quan tâm đến các thị trấn, vùng lãnh thổ và tu viện bị tịch thu từ những người cai trị khác, bao gồm cả những lựa chọn thay thế như Würzburg và Bamberg, nhưng ông ấy muốn những khoản tiền của ông, gồm có: nợ lương và các khoản trợ cấp tài chính khác kể từ năm 1795, hoặc một khoản tiền gộp là 4 triệu guilder. Bộ trưởng ngoại giao của Cộng hòa Batavia là Maarten van der Goes, sẵn sàng bí mật thuyết phục Staatsbewind của Cộng hòa Batavia cấp khoản bồi thường bổ sung này, nhưng Napoléon đã dừng việc đó lại khi biết được vụ việc.:452–454
Người nắm giữ chức vụ stadtholder cuối cùng của Hà Lan, Willem V, chết lưu vong tại cung điện của con gái ông ở Brunswick, nay thuộc Đức. Thi thể của ông được chuyển đến hầm mộ của Hoàng gia Hà Lan ở Nieuwe Kerk vào ngày 29 tháng 4 năm 1958.
Năm 1813, con trai ông, Thân vương Willem VI trở về Hà Lan và tự xưng là vua với vương hiệu Willem I của Hà Lan, do đó trở thành vị vua Hà Lan đầu tiên thuộc Nhà Orange.

## Hậu duệ

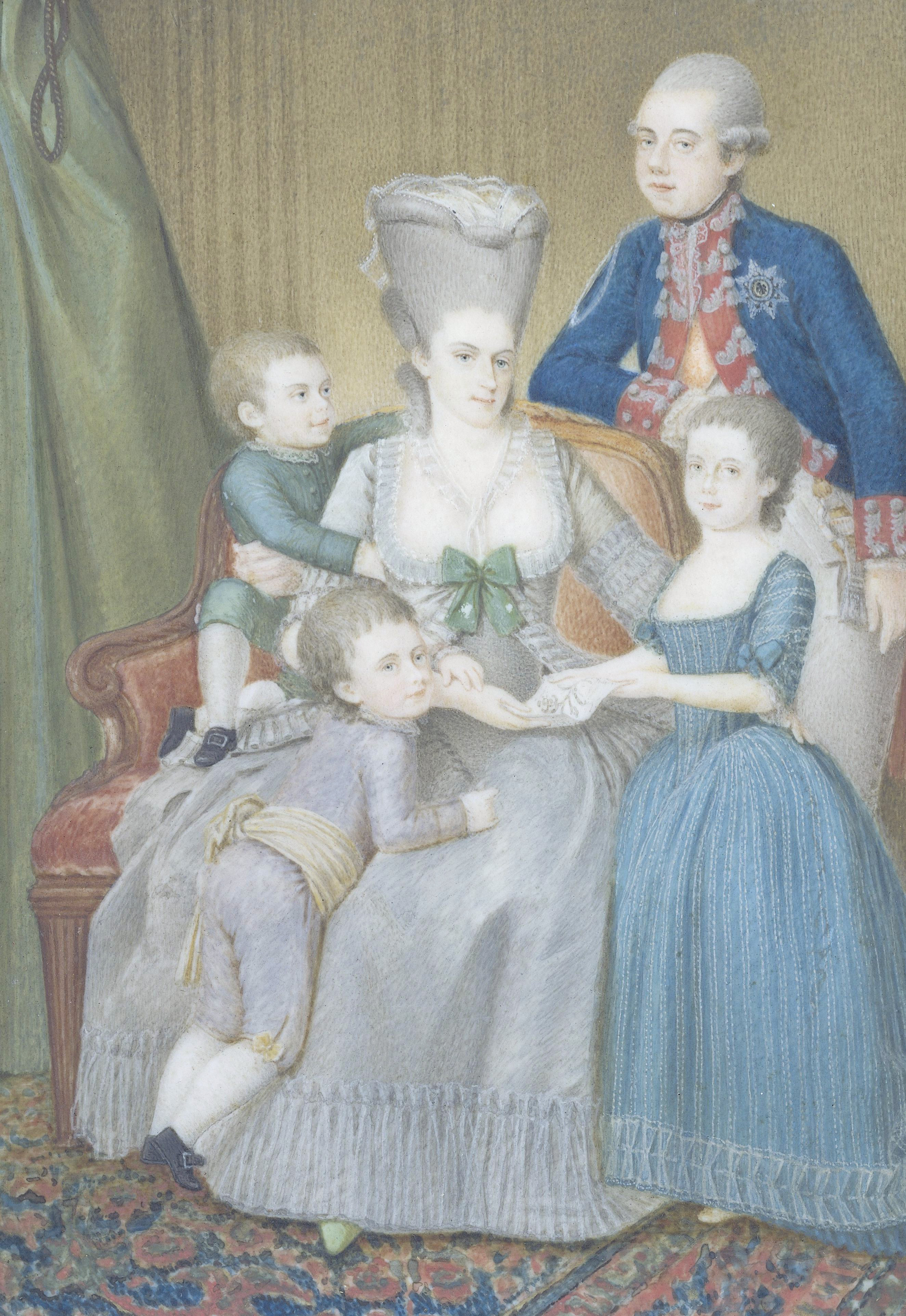
Willem V và Wilhelmina với các con của họ Louise, Willem và Frederick

Willem V và Vương nữ Wilhelmina của Phổ có với nhau 5 người con:
- Một người con trai chết ngay sau sinh (23–24 tháng 3 năm 1769).
- Thân vương nữ Frederika Luise Wilhelmina xứ Orange-Nassau (The Hague, 28 tháng 11 năm 1770 – The Hague, 15 tháng 10 năm 1819), kết hôn tại The Hague vào ngày 14 tháng 10 năm 1790 với Karl xứ Brunswick-Wolfenbüttel (London, 8 tháng 2 năm 1766 – Antoinettenruh, 20 tháng 9 năm 1806 ), con trai của Wilhelm Ferdinand, Công tước xứ Brunswick và Vương nữ Augusta của Đại Anh, không có hậu duệ.
- Một người con trai chết ngay sau sinh (sinh và mất ngày 6 tháng 8 năm 1771).
- Willem Frederik, Thân vương tử kế vị xứ Orange-Nassau (The Hague, 25 tháng 8 năm 1772 – 12 tháng 12 năm 1843), người trở thành vị vua đầu tiên của Hà Lan với tước hiệu William I.
- Thân vương tử Frederik xứ Orange-Nassau (The Hague, 15 tháng 2 năm 1774 – Padua, 6 tháng 1 năm 1799), chưa kết hôn và không có hậu duệ.